# La Prétière
La Prétière település Franciaországban, Doubs megyében. Lakosainak száma 160 fő (2022. január 1.). La Prétière Beutal, Blussangeaux, Blussans, L’Isle-sur-le-Doubs, Longevelle-sur-Doubs, Médière és Saint-Maurice-Colombier községekkel határos.

## Népesség
A település népességének változása:
| Lakosok száma | 134  | 158  | 149  | 154  | 172  | 160  | 156  | 157  | 158  | 160  |
|               | 1968 | 1982 | 1990 | 2006 | 2013 | 2015 | 2017 | 2019 | 2020 | 2022 |